# Грімія неправильна
Грімія неправильна (Grimmia anomala) — вид мохів порядку гріміальних (Grimmiales).

## Поширення
Батьківщиною є Європа, Північна Америка, Азія.
Населяє відкриті вологі кислі породи на бореальних і альпійських луках і схилах; від середньої до високої висоти (200–3000 м).

## Характеристика
Рослини жовтувато-зелені, проксимально чорнуваті. Стебла 1.5–3.5 см. Листки в сухому вигляді неправильно розташовані, у вологому — прямовисні, довгасто-ланцетні, поступово звужені до тупого хлорофілозного вістря, 1.5–2.5 × 0.4–0.8 мм, кілеві, краї загнуті з одного або обох боків, остюки відсутні або дуже короткі. Вид дводомний. Коробочкові ніжки прямі чи злегка дугоподібні у вологому стані, 3–5 мм. Коробочка надзвичайно рідкісна, коричнева, довгасто-яйцювата, гладка.